# Indy Lights 2012
De Indy Lights 2012 was het zevenentwintigste kampioenschap van de Indy Lights. Het seizoen bestaat uit 12 races, vier oval ciruits, zeven straatcircuits en één wegrace. Regerend kampioen Josef Newgarden maakte de overstap naar de IndyCar Series waar hij voor het team van Sarah Fisher uitkomt, en verdedigde derhalve zijn titel niet.

## Teams en rijders
Alle teams reden met een Dallara IPS-chassis en met een 3.5 L Infiniti V8-motor en met Firestone Firehawk banden.
- Davey Hamilton Racing heeft de Indy Lights verlaten en Juncos Racing heeft het team gekocht.

| Team                     | Nr | Rijders                 | Sponsor(s)                                        | Races                                                                              |  |
| ------------------------ | -- | ----------------------- | ------------------------------------------------- | ---------------------------------------------------------------------------------- |  |
| Sam Schmidt Motorsports  | 3  | Victor Carbone          | MAV TV/Nevoni                                     | Alles                                                                              |  |
| Sam Schmidt Motorsports  | 7  | Oliver Webb (R)         | Lucas Oil                                         | Alles                                                                              |  |
| Sam Schmidt Motorsports  | 11 | Esteban Guerrieri       | Ironbox/Pistas Argentinas/Rio Uruguay Seguros     | Alles                                                                              |  |
| Sam Schmidt Motorsports  | 77 | Tristan Vautier (R)     | Mazda Road to Indy                                | Alles                                                                              |  |
| Team Moore Racing        | 2  | Gustavo Yacamán         | Tuvacol / Crepes & Waffles / Xtreme Coil Drilling | Alles                                                                              |  |
| Team Moore Racing        | 22 | David Ostella           | Global Precast / Xtreme Coil Drilling             | Alles                                                                              |  |
| Andretti Autosport       | 26 | Carlos Muñoz (R)        | Automatic Fire Sprinklers / Dialy-Ser             | Alles                                                                              |  |
| Andretti Autosport       | 27 | Sebastián Saavedra      | Automatic Fire Sprinklers                         | Alles, in samenwerking met AFS Racing.                                             |  |
| Bryan Herta Autosport    | 28 | Troy Castaneda (R)      | Forsythe Solutions / Barracuda Networks           | Rijdt alleen in St. Petersburg en Barber                                           |  |
| Bryan Herta Autosport    | 28 | Nick Andries (R)        | EMC / Barracuda Networks                          | Rijdt alleen in Long Beach                                                         |  |
| Bryan Herta Autosport    | 28 | Anders Krohn            | Wanna Frac More? / I-Tec                          | Rijdt in Indianapolis en Iowa in samenwerking met Curb Agajanian Performance Group |  |
| Juncos Racing            | 86 | João Victor Horto (R)   | Kony 2012 / Mazda Road to Indy                    | Rijdt in St. Petersburg, Barber en Indianapolis                                    |  |
| Juncos Racing            | 86 | Chase Austin (R)        | Starting Grid, Inc.                               | Rijdt in alleen in Iowa                                                            |  |
| Juncos Racing            | 87 | Chase Austin (R)        | Starting Grid, Inc.                               | Rijdt alleen in Indianapolis                                                       |  |
| Team E                   | 17 | Brandon Wagner          | American Chiropractic Association                 | Rijdt alleen in Indianapolis                                                       |  |
| Belardi Auto Racing      | 4  | Jorge Goncalvez         | Mindeporte                                        | Alles                                                                              |  |
| Belardi Auto Racing      | 9  | Alon Day (R)            | Liberty Engineering                               | Reed de eerste zes races                                                           |  |
| Belardi Auto Racing      | 9  | Peter Dempsey           |                                                   | Rijdt in Toronto en daarna alle races                                              |  |
| Belardi Auto Racing      | 19 | Mike Larrison (R)       | TrueFuel / Royal Purple Synthetic Oil             | Rijdt alleen in Indianapolis, Iowa en Baltimore                                    |  |
| Brooks Associates Racing | 8  | Alex Jones (R)          | Race 2 Energy Independence                        | Rijdt in St. Petersburg en Long Beach                                              |  |
| Brooks Associates Racing | 8  | Adderly Fong (R)        |                                                   | Rijdt alleen in Baltimore                                                          |  |
| Fan Force United         | 24 | Armaan Ebrahim (R)      | JK Tyre / AMG                                     | Alles                                                                              |  |
| Fan Force United         | 24 | Bryan Clauson           |                                                   | Rijdt in Milwaukee en Iowa                                                         |  |
| Fan Force United         | 24 | Stefan Wilson           | Jacked Up Energy Drink                            | Rijdt alleen de laatste race                                                       |  |
| Fan Force United         | 42 | Emerson Newton-John (R) | Greystone Consulting / Amazon Herb / iCan         | Rijdt alleen in Indianapolis                                                       |  |
| Younessi Racing          | 15 | Peter Dempsey           | Harley-Davidson                                   | Rijdt in Indianapolis, Detroit                                                     |  |
| Younessi Racing          | 16 | Rodin Younessi (R)      | Harley-Davidson                                   | Rijdt in St. Petersburg en Detroit                                                 |  |
| Jeffrey Mark Motorsport  | 76 | Juan Pablo Garcia       | Freightliner                                      | Alles, in technische samenwerking met Bryan Herta Autosport.                       |  |
| Hillenburg Motorsports   | 20 | Darryl Wills (R)        | Tequila Distinguido                               | Rijdt in St. Petersburg, Barber en Long Beach                                      |  |

### Rijders veranderingen
Van team veranderd
- Oliver Webb: Jensen MotorSport → Sam Schmidt Motorsports
- David Ostella: Jensen MotorSport → Team Moore Racing
- Anders Krohn: Belardi Auto Racing → Bryan Herta Autosport
- Chase Austin: Willy T. Ribbs Racing / Brooks Associates Racing → Juncos Racing
- Brandon Wagner: Davey Hamilton Racing / Team Moore Racing → Team E
- Peter Dempsey: O2 Racing Technology / Andretti Autosport → Younessi Racing
- Bryan Clauson: Sam Schmidt Motorsports → Fan Force United
- Juan Pablo Garcia: Jensen MotorSport →  Jeffrey Mark Motorsport

Nieuw/teruggekeerd in de Indy Lights
- Tristan Vautier: Star Mazda kampioenschap (JDC Motorsport) → Sam Schmidt Motorsports
- Carlos Muñoz: Formule 3 Euroseries (Signature Team) → Andretti Autosport AFS Racing
- Sebastián Saavedra: IndyCar Series (Conquest Racing) → Andretti Autosport AFS Racing
- Troy Castaneda: Indy Lights test (Bryan Herta Autosport) → Bryan Herta Autosport
- Nick Andries: Star Mazda kampioenschap (Team Pelfrey) → Bryan Herta Autosport
- João Victor Horto: Star Mazda kampioenschap (Juncos Racing) → Juncos Racing
- Alon Daly: Formule 3 Euroseries (HS Engineering) → Belardi Auto Racing
- Mike Larrison: Traxxas USAC National Silver Crown Kampioenschap (Davey Hamilton Racing) → Belardi Auto Racing
- Alex Jones: Formule 3 en Indy Lights test → Brooks Associates Racing
- Armaan Ebrahim: Formule 2 → Fan Force United
- Emerson Newton-John: → Fan Force United
- Rodin Younessi: U.S. F2000 National Kampioenschap (JDC Motorsports) → Younessi Racing
- Darryl Wills: SCCA Formula Mazda (Hillenburg Motorsports) → Hillenburg Motorsports

Vertrokken uit de Indy Lights
- Josef Newgarden: Sam Schmidt Motorsports → IndyCar Series (Sarah Fisher Hartman Racing)
- Conor Daly: Sam Schmidt Motorsports → GP2 Series (Lotus GP)
- Daniel Herrington: Sam Schmidt Motorsports →
- Víctor García: Team Moore Racing →
- Daniel Morad: Team Moore Racing →
- Mikaël Grenier: O2 Racing Technology →
- Tõnis Kasemets: Team Moore Racing →
- Stefan Wilson: Andretti Autosport →
- James Winslow: Andretti Autosport → Formule 3 Australisch Kampioenschap (R-Tek Motorsport)
- Duarte Ferreira: Bryan Herta Autosport → NASCAR K&N Pro Series - East
- Bruno Andrade: Bryan Herta Autosport →
- Stefan Rzadzinski: Davey Hamilton Racing → Star Mazda Kampioenschap (JMC MotorSports)
- Joel Miller: Team E → Grand-Am - Continental Tire Sports Car Challenge - GS
- Rusty Mitchell: Team E → American Le Mans Series - LMP2 (Project Libra)
- Jacob Wilson: Belardi Auto Racing → Traxxas USAC National Silver Crown Kampioenschap (Wilson Brothers Racing)
- Eric Jensen: Jensen Motorsport →
- Ryan Phinny: Brooks Associates Racing →
- Willy T. Ribbs: Willy T. Ribbs Racing →
- Tyler Dueck: Goree Multisports →

Tijdens het seizoen
- Voor de race van Long Beach werd Troy Castaneda vervangen door Nick Andries bij Bryan Herta Autosport vanwege dat Nick Andries goede prestaties had neergezet in het Star Mazda Kampioenschap bij Team Pelfrey.
- Voor de race van Indianapolis werd Nick Andries vervangen door Anders Krohn bij Bryan Herta Autosport en mocht ook in Iowa rijden.
- Voor de races van Milwaukee en Iowa werd Armaan Ebrahim vervangen door Bryan Clauson bij Fan Force United na tegenvallende prestaties van Armaan Ebrahim.
- Voor de race van Toronto werd Alon Daly vervangen door Peter Dempsey (Younessi Racing) bij Belardi Auto Racing. Het Belardi Auto Racing team en Alon Daly verbroken hun verbintenis na tegenvallende resultaten.

## Races
| Race | Datum        | Racenaam                            | Circuit                                | Locatie            |
| ---- | ------------ | ----------------------------------- | -------------------------------------- | ------------------ |
| 1    | 24 Maart     | Grand Prix of St. Petersburg        | Stratencircuit Saint Petersburg        | St. Petersburg, FL |
| 2    | 1 April      | Grand Prix of Alabama               | Barber Motorsports Park                | Birmingham, AL     |
| 3    | 15 April     | Grand Prix of Long Beach            | Stratencircuit Long Beach              | Long Beach, CA     |
| 4    | 25 Mei       | Firestone Freedom 100               | Indianapolis Motor Speedway            | Speedway, IN       |
| 5    | 2 Juni       | Streets of Belle Isle               | Belle Isle                             | Detroit, MI        |
| 6    | 15 Juni      | Milwaukee Indyfest presented by XYQ | Milwaukee Mile                         | West Allis, WI     |
| 7    | June 22      | Sukup 100                           | Iowa Speedway                          | Newton, IA         |
| 8    | 7 Juli       | Honda Indy Toronto                  | Stratencircuit Toronto                 | Toronto, ON        |
| 9    | 21 Juli      | Edmonton Indy                       | Edmonton City Centre Airport (circuit) | Edmonton, Alberta  |
| 10   | 5 Augustus   | Grand Prix de Trois-Rivières        | Trois-Rivières (circuit)               | Trois-Rivières, QC |
| 11   | 1 September  | Grand Prix of Baltimore             | Stratencircuit Baltimore               | Baltimore, MD      |
| 12   | 15 September | Auto Club Speedway                  | Auto Club Speedway                     | Fontana, CA        |

## Race resultaten
| Race | Race Naam      | Pole positie       | Snelste ronde      | Meeste ronden aan de leiding | Winnende rijder    | Winnende team           |
| ---- | -------------- | ------------------ | ------------------ | ---------------------------- | ------------------ | ----------------------- |
| 1    | St. Petersburg | Tristan Vautier    | Tristan Vautier    | Tristan Vautier              | Tristan Vautier    | Sam Schmidt Motorsports |
| 2    | Barber         | Sebastián Saavedra | Sebastián Saavedra | Sebastián Saavedra           | Sebastián Saavedra | Andretti Autosport      |
| 3    | Long Beach     | Sebastián Saavedra | Victor Carbone     | Esteban Guerrieri            | Esteban Guerrieri  | Sam Schmidt Motorsports |
| 4    | Indianapolis   | Gustavo Yacamán    | João Victor Horto  | Victor Carbone               | Esteban Guerrieri  | Sam Schmidt Motorsports |
| 5    | Belle Isle     | Oliver Webb        | Gustavo Yacamán    | Oliver Webb                  | Gustavo Yacamán    | Team Moore Racing       |
| 6    | Milwaukee      | Tristan Vautier    | Tristan Vautier    | Tristan Vautier              | Tristan Vautier    | Sam Schmidt Motorsports |
| 7    | Iowa           | Tristan Vautier    | Esteban Guerrieri  | Tristan Vautier              | Esteban Guerrieri  | Sam Schmidt Motorsports |
| 8    | Toronto        | Victor Carbone     | Gustavo Yacamán    | Gustavo Yacamán              | Gustavo Yacamán    | Team Moore Racing       |
| 9    | Edmonton       | Carlos Muñoz       | Esteban Guerrieri  | Carlos Muñoz                 | Carlos Muñoz       | Andretti Autosport      |
| 10   | Trois-Rivières | Tristan Vautier    | Tristan Vautier    | Tristan Vautier              | Tristan Vautier    | Sam Schmidt Motorsports |
| 11   | Baltimore      | Tristan Vautier    | Sebastián Saavedra | Tristan Vautier              | Tristan Vautier    | Sam Schmidt Motorsports |
| 12   | Auto Club      | Sebastián Saavedra | David Ostella      | Carlos Muñoz                 | Carlos Muñoz       | Andretti Autosport      |

## Uitslagen
| Pos | Rijder              | STP | BAR | LBH | INDY | DET | MIL | IOW | TOR | EDM | TRO | BAL | FON | Punten |
| --- | ------------------- | --- | --- | --- | ---- | --- | --- | --- | --- | --- | --- | --- | --- | ------ |
| 1   | Tristan Vautier     | 1*  | 2   | 3   | 3    | 5   | 1*  | 5*  | 11  | 6   | 1*  | 1*  | 4   | 461    |
| 2   | Esteban Guerrieri   | 2   | 3   | 1*  | 1    | 7   | 3   | 1   | 6   | 3   | 4   | 3   | 3   | 453    |
| 3   | Gustavo Yacamán     | 6   | 4   | 10  | 4    | 1   | 8   | 2   | 1*  | 7   | 2   | 2   | 11  | 394    |
| 4   | Sebastián Saavedra  | 3   | 1*  | 2   | 5    | 6   | 2   | 13  | 2   | 2   | 9   | 10  | 14  | 383    |
| 5   | Carlos Muñoz        | 14  | 14  | 5   | 2    | 2   | 5   | 7   | 10  | 1*  | 3   | 11  | 1*  | 377    |
| 6   | Victor Carbone      | 5   | 5   | 4   | 6*   | 4   | 6   | 3   | 3   | 8   | 8   | DNS | 5   | 340    |
| 7   | Oliver Webb         | 4   | 13  | 6   | 15   | 3*  | 12  | 12  | 5   | 4   | 5   | 6   | 8   | 310    |
| 8   | David Ostella       | 15  | 9   | 8   | 18   | 13  | 4   | 5   | 7   | 10  | 6   | 4   | 2   | 298    |
| 9   | Juan Pablo Garcia   | 7   | 8   | 7   | 11   | 9   | 11  | 14  | 8   | 9   | 10  | 9   | 10  | 260    |
| 10  | Jorge Goncalvez     | 11  | 10  | 9   | 12   | DNS | 9   | 6   | 9   | 11  | 7   | 7   | 13  | 247    |
| 11  | Peter Dempsey       |     |     |     | 14   | 11  |     |     | 4   | 5   | 11  | 5   | 12  | 164    |
| 12  | Alon Day            | 12  | 6   | 11  | 8    | 8   | 7   | DNS |     |     |     |     |     | 147    |
| 13  | Armaan Ebrahim      | 8   | 12  | 12  | 13   | 10  |     |     |     |     |     |     |     | 97     |
| 14  | Mike Larrison       |     |     |     | 9    |     | 13  | 11  |     |     |     |     | 9   | 80     |
| 15  | João Victor Horto   | 13  | 7   |     | 7    |     |     |     |     |     |     |     |     | 69     |
| 16  | Darryl Wills        | 10  | 11  | 15  |      |     |     |     |     |     |     |     |     | 54     |
| 17  | Chase Austin        |     |     |     | 10   |     |     | 8   |     |     |     |     |     | 44     |
| 18  | Bryan Clauson       |     |     |     |      |     | 10  | 10  |     |     |     |     |     | 40     |
| 19  | Troy Castaneda      | 9   | 15  |     |      |     |     |     |     |     |     |     |     | 37     |
| 20  | Anders Krohn        |     |     |     | 19   |     |     |     |     |     |     |     |     | 34     |
| 21  | Rodin Younessi      | 16  |     |     |      | 12  |     |     |     |     |     |     |     | 32     |
| 22  | Emerson Newton-John |     |     |     | 17   |     |     |     |     |     |     | 12  |     | 31     |
| 23  | Stefan Wilson       |     |     |     |      |     |     |     |     |     |     |     | 6   | 28     |
| 24  | Bruno Palli         |     |     |     |      |     |     |     |     |     |     |     | 7   | 26     |
| 25  | Adderly Fong        |     |     |     |      |     |     |     |     |     |     | 8   |     | 24     |
| 26  | Nick Andries        |     |     | 13  |      |     |     |     |     |     |     |     |     | 17     |
| 27  | Alex Jones          | DNP |     | 14  |      |     |     |     |     |     |     |     |     | 16     |
| 28  | Brandon Wagner      |     |     |     | 16   |     |     |     |     |     |     |     |     | 14     |
| Pos | Rijder              | STP | BAR | LBH | INDY | DET | MIL | IOW | TOR | EDM | TRO | BAL | FON | Punten |

| Kleur       | Resultaat                       |
| ----------- | ------------------------------- |
| Goud        | Winnaar                         |
| Zilver      | 2de plaats                      |
| Brons       | 3de plaats                      |
| Groen       | 4de en 5de plaats               |
| Lichtblauw  | 6de–10de plaats                 |
| Donkerblauw | Gefinisht (buiten de Top 10)    |
| Paars       | Niet gefinisht                  |
| Rood        | Niet gekwalificeerd (DNQ)       |
| Bruin       | Teruggetrokken (Wth)            |
| Zwart       | Gediskwalificeerd (DSQ)         |
| Wit         | Niet Gestart (DNS)              |
| Blank       | Nam geen deel aan de race (DNP) |
| Blank       | Niet geracet                    |

| Toegevoegde info    |                                                      |
| vet                 | Pole positie (1 punt)                                |
| cursief             | Snelste ronde                                        |
| *                   | Meeste ronden aan de leiding (2 punten)              |
| 1                   | Kwalificatie geannuleerd geen bonuspunten uitgedeeld |
| Rookie van het Jaar |                                                      |
| Rookie              |                                                      |

| Kleur       | Resultaat                       |
| ----------- | ------------------------------- |
| Goud        | Winnaar                         |
| Zilver      | 2de plaats                      |
| Brons       | 3de plaats                      |
| Groen       | 4de en 5de plaats               |
| Lichtblauw  | 6de–10de plaats                 |
| Donkerblauw | Gefinisht (buiten de Top 10)    |
| Paars       | Niet gefinisht                  |
| Rood        | Niet gekwalificeerd (DNQ)       |
| Bruin       | Teruggetrokken (Wth)            |
| Zwart       | Gediskwalificeerd (DSQ)         |
| Wit         | Niet Gestart (DNS)              |
| Blank       | Nam geen deel aan de race (DNP) |
| Blank       | Niet geracet                    |

| Toegevoegde info    |                                                      |
| vet                 | Pole positie (1 punt)                                |
| cursief             | Snelste ronde                                        |
| *                   | Meeste ronden aan de leiding (2 punten)              |
| 1                   | Kwalificatie geannuleerd geen bonuspunten uitgedeeld |
| Rookie van het Jaar |                                                      |
| Rookie              |                                                      |

| Positie | 1  | 2  | 3  | 4  | 5  | 6  | 7  | 8  | 9  | 10 | 11 | 12 | 13 | 14 | 15 | 16 | 17 | 18 | 19 | 20 | 21 | 22 | 23 | 24 | 25 | 26 | 27 | 28 | 29 | 30 | 31 | 32 | 33 |
| ------- | -- | -- | -- | -- | -- | -- | -- | -- | -- | -- | -- | -- | -- | -- | -- | -- | -- | -- | -- | -- | -- | -- | -- | -- | -- | -- | -- | -- | -- | -- | -- | -- | -- |
| Punten  | 50 | 40 | 35 | 32 | 30 | 28 | 26 | 24 | 22 | 20 | 19 | 18 | 17 | 16 | 15 | 14 | 13 | 12 | 12 | 12 | 12 | 12 | 12 | 12 | 10 | 10 | 10 | 10 | 10 | 10 | 10 | 10 | 10 |

1986 ·
1987 ·
1988 ·
1989 ·
1990 ·
1991 ·
1992 ·
1993 ·
1994 ·
1995 ·
1996 ·
1997 · 
1998 ·
1999 ·
2000 ·
2001 ·
2002 ·
2003 ·
2004 ·
2005 ·
2006 ·
2007 ·
2008 ·
2009 ·
2010 ·
2011 ·
2012 ·
2013 ·
2014 ·
2015 ·
2016 ·
2017 ·
2018 ·
2019 ·
2020 ·
2021 ·
2022 ·
2023 ·
2024 ·
2025

Lijst van coureurs